# Polder Holter Hammrich
Koordinaten: 53° 11′ 34″ N, 7° 34′ 28″ O

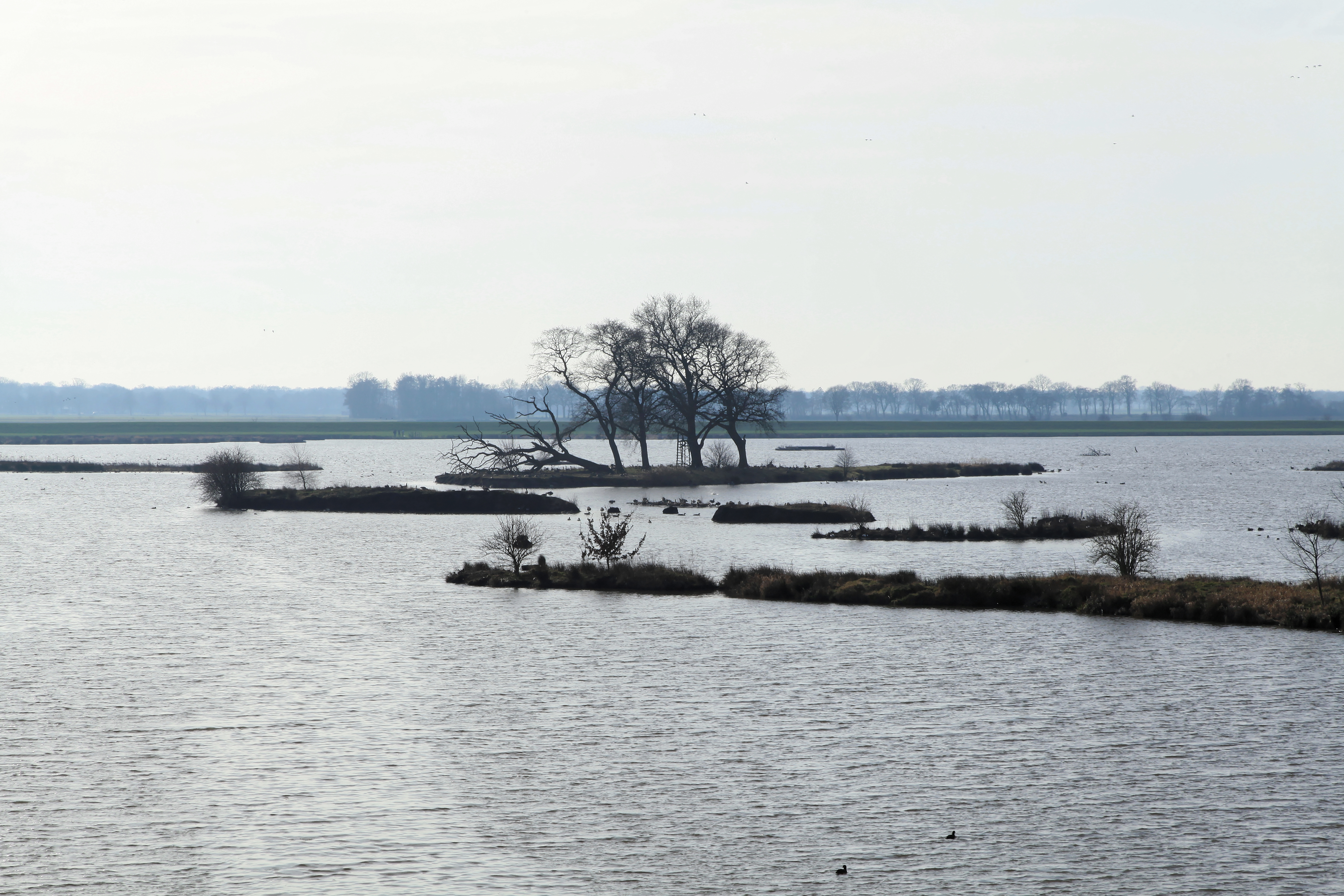
Polder Holter Hammrich (Blick vom Ein- und Auslassbauwerk im Osten des Polders)

Der Polder Holter Hammrich ist ein Entlastungspolder in den niedersächsischen Gemeinden Rhauderfehn und Ostrhauderfehn sowie der Gemeinde Detern in der Samtgemeinde Jümme im Landkreis Leer.
Der Polder liegt in der Leda-Jümmeniederung im Landkreis Leer direkt südlich der Leda an der Einmündung des Hauptfehnkanals. Im Westen grenzt er an das Holter Sieltief.
Der größte Teil des rund 240 Hektar großen Polders entfällt auf die Gemeinde Rhauderfehn. Ein kleiner Teil im Nordwesten des Polders liegt in der Gemeinde Detern, ein weiterer kleiner Teil im Südosten in der Gemeinde Ostrhauderfehn. Das Stauvolumen des Polders beträgt etwa 3,8 Mio. m³. Baubeginn für den Polder war im September 2008. Die offizielle Inbetriebnahme erfolgte am 30. Mai 2011. Der Polder wurde Anfang Januar 2012 zum ersten Mal geflutet.
Für den Polder wurden entlang des Holter Sieltiefs, des Wersenwegs und weiter zum bestehenden Deich des Hauptfehnkanals 3,1 km Deiche neu gebaut, weitere 800 Meter Deiche wurden verstärkt. Der Boden für die Deichbauten wurde größtenteils dem späteren Polder entnommen, wodurch spätere Stillgewässer entstanden.
Der Polder Holter Hammrich ist zweigeteilt, die beiden Bereiche sind durch den Heuweg getrennt. Der westliche, 143 Hektar große Teilbereich „Leyßer Hammrich“, wurde als Lebensraum für Wiesenvögel gestaltet. Er wird bis auf einen vor der Umgestaltung bereits vorhandenen Teich als Grünland extensiv bewirtschaftet. Der größte Teil des Geländes wird im Winter und Frühjahr durch gelenkte Wasserstandsanhebung überstaut. Auf diesem Weg soll eine Kulturlandschaft entstehen, wie sie im Leda-Jümme-Gebiet vor der Intensivierung der Landwirtschaft bis Anfang der 1950er-Jahre verbreitet war. Der östliche, 80 Hektar große Teilbereich „Altes Tief“, wird nicht bewirtschaftet. Hier wurde ein vielfältiges Mosaik aus Flachwasserzonen, Gehölzen, Röhricht und Nassgrünland angelegt. In diesem Teilbereich wurde der circa 1,4 km lange Polderkanal angelegt. Die Vegetation wird ihrer natürlichen Entwicklung überlassen.
Zwischen den beiden Teilbereichen befindet sich ein Überlaufwehr, um in ihnen unterschiedliche Wasserstände einstellen zu können. Um in Trockenzeiten zuwässern zu können, befinden sich an vier Stellen entlang des Deichs zur Leda Pumpen. Weitere drei regelbare Rohrdurchlässe befinden sich zum Holter Sieltief im Westen, ein weiteres zum Urender Schloot im Süden des Polders.
Das Ein- und Auslaufbauwerk befindet sich im Osten des Polders an der Mündung des Hauptkanals in die Leda im Deich zwischen Leda und Polderkanal. Es verfügt über zwei je sieben Meter breite Tore, durch die bis zu 130 m³ Wasser pro Sekunde strömen können.
Der Polder liegt in einer ausgedehnten Marschlandschaft. Er ist durch Grünland auf feuchten bis nassen Standorten geprägt und so Lebensraum für zahlreiche Wat- und Wiesenvögel. Hier kommen u. a. Kiebitz, Uferschnepfe, Rotschenkel, Brachvogel, Bekassine und Säbelschnäbler als Brutvögel vor, aber auch Singvögel wie Wiesenpieper, Feldlerche, Schwarz- und Blaukehlchen, Teich- und Sumpfrohrsänger, Rohrammer, verschiedene Enten und Gänse und andere Vögel. Bei Brutvogelerfassungen in den Jahren 2008 bis 2010 wurden mehr als 60 Arten dokumentiert.
Auch als Nahrungshabitat und Rast- bzw. Überwinterungsgebiet für Zugvögel hat der Polder eine wichtige Funktion. So wurden bei Gastvogelerfassungen über 40 Arten dokumentiert.
Daneben profitieren Amphibien von den Stillgewässern. Langfristig soll auch der Fischotter im Gebiet wieder heimisch werden.
Der Polder kann auf einem rund 7 km langen Rundweg, welcher teilweise auf dem Deich verläuft, umrundet werden. Vom Deich von Leda und Hauptkanal ist das Gelände vielfach gut einsehbar. Am Holter Schöpfwerk zwischen Holter Sieltief und Leda und am Ein- und Auslaufbauwerk an der Mündung des Hauptkanals in die Leda befinden sich erhöhte Aussichtspunkte. Im Süden des Polders befindet sich auf dem Deich am Alten Tief eine Sichtschutzwand mit Infotafeln, von der aus der Bereich des Alten Tiefs durch Sichtschlitze eingesehen werden kann.